# Cavaliere all'alba
Cavaliere all'alba (The Dawn Rider) è un film del 1935 diretto da Robert N. Bradbury.
È un film western statunitense con John Wayne, Marion Burns e Dennis Moore. È un remake di Galloping Thru del 1931. Fu rifatto ancora due volte con i titoli Western Trails (1938) e Dawn Rider (2012).

## Produzione
Il film, diretto e sceneggiato da Robert N. Bradbury su un soggetto di Lloyd Nosler e Wellyn Totman, fu prodotto da Paul Malvern per la Lone Star Productions e la Monogram Pictures e girato nell'Iverson Ranch a Los Angeles, a Santa Clarita e nel Trem Carr Ranch a Newhall, in California.

## Distribuzione
Il film fu distribuito con il titolo The Dawn Rider negli Stati Uniti dal 20 giugno 1935 al cinema dalla Monogram Pictures.
Alcune delle uscite internazionali sono state:
- nel Regno Unito il 23 dicembre 1935
- in Portogallo il 15 giugno 1937 (O Cavaleiro de Alba)
- in Brasile (A Difícil Vingança)
- in Spagna (El jinete del alba)
- in Francia (Le cavalier de l'aube)
- in Germania (Reiter in der Dämmerung)
- in Italia (Cavaliere all'alba)

## Promozione
La tagline è: "The End Of The Vengeance Trail".